# Цибулів
Цибулі́в — селище в Україні, в Монастирищенській міській громаді Уманського району Черкаської області. Розташоване на обох берегах річки Цибулівка (притока Гірського Тікичу) за 12 км на північ від міста Монастирище та за 18 км від станції Монастирище. Населення становить ▼3710 осіб (станом на 1 жовтня 2023 р.).

## Історія

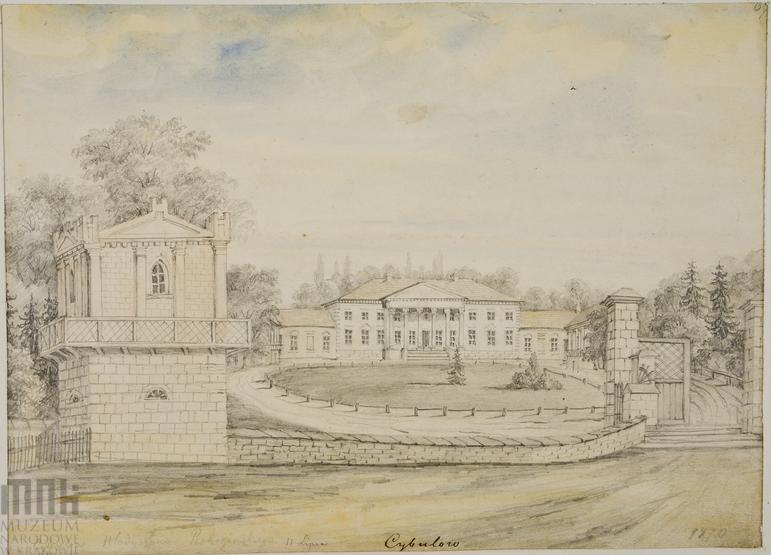
Палац Рогозинських (малюнок Наполеона Орди 1870 р.)

Навколо селища виявлено залишки поселень трипільської та черняхівської культур, унікальне городище X—VIII ст. до н. е. в урочищі «Стінка». Зафіксовані також залишки городища XVII ст. н. е. на території Старосілля, поселення давніх часів — на території парку.
Польські автори у своєму дослідженні «Географічний словник Королівства Польського та інших слов'янських теренів» (1880 р.) пишуть, що Цибулів було засновано ще у XIV ст. і носив назву Сорочин.
У 1569 році Цибулів потрапив до Уманського повіту Брацлавського воєводства.
У 1600-х роках власником Цибулева Олександр Янчинський, котрий у 1608 році продає його Анні Корецькій. Ось ця княгиня збудувала поселення зовсім на новій території, а саме на згині річки Цибулівки (де тепер парк і лікарня). З цього часу, імовірно, поселення й стало називатися уже Цибулевом, а не Сорочином. Є джерела, в котрих зафіксовано, що уже у 1613 році Цибулів став містечком (тобто заселеним євреями і поляками — ремісниками та торговцями). На карті Г. Боплана за 1620—1630 роки поселення уже носить назву Цибулів.
Стара частина поселення стала з тих пір називатися Старосіллям. Воно й тепер знаходиться справа на горі, за річкою, якщо в'їжджати з Монастирища.
У 1630 році селище уже належало Олександру Фащевському, котрий продав його Флорію Потоцькому.
У червні 1648 року під час Визвольної війни Цибулів з польської неволі визволяли козацько-селянські загони Максима Кривоноса та уманського полковника Івана Ганжі. Під час цього повстання татари здійснили черговий набіг і знищили Цибулів, котрий мав у цей час свою фортецю.
Цибулів у 1703 році захопили спадкоємці Флорія Потоцького — Рогозинські, які уже до 1725 року перетворили селище знову у містечко, збудували маєток на території теперішньої лікарні та будинку культури. У 1755 році на Старосіллі збудували дерев'яну Покровську православну церкву.
Під час народно-визвольного повстання 1768 року проти феодально-кріпосного й національного гніту на території Цибулева діяв повстанський загін, очолюваний ватажком Паралюшем. До повстанців приєднувалися й місцеві селяни.[джерело?]
У 1793 році відбувся другий поділ Речі Посполитої. Після нього Правобережжя, а отже, і Цибулів були приєднані до Російської імперієї у складі Липовецького повіту Київської губернії. Липовецький повіт росіяни поділили на 16 волостей. Серед них була і Цибулівська, до якої включили 9 сіл: Антоніну, Шабастівку, Княжу Криницю, Шарнопіль, Зарубинці, Княжики, Новосілку, Цибулів, з 1823 року — Владиславчик. На чолі волості поставили старшину, в селах — старост, утворили волосну та сільську управи. У Цибулеві на постій розмістили російських солдат Уманського полку.
За освітянською реформою 1864 року, у селі в 1883 році відкрили однокласну церковно-парафіяльну школу. Вона знаходилася на Старосіллі біля церкви.
За судовою реформою 1864 року у Цибулеві діяв незалежний волосний суд, у Монастирищі була резиденція мирового судді, в Умані — окружного суду присяжних.
Таким чином у Цибулеві, що став адміністративним центром волості, поступово зароджувалося громадсько-політичне життя. З 1864 р. маєтком став керувати Владислав Іпполітович Рогозинський. До цього він був предводителем дворянства Липовецького повіту, а маєтком управляла його мати.
Значною подією для селища став 1876 рік: поміщики Цибулева, Копіювати, П'ятигір, Монастирища, один з Поділля та австрійський підданий, об'єднавшись у товариство, розпочали будівництво цукроварні. Устаткування закупляв і направляв з Європи один із засновників заводу Йосиф Подоський.
Працював завод на дровах (спалював за сезон 2500 кубічних саженів), переробляв за добу 1,5 тисячі 12-пудових берковців, або 3 тисячі центнерів.
Напередодні Першої світової війни селище складалося із чотирьох частин: Старосілля та Тягуна (у першій жили селяни-українці, у другій — євреї), території цукрозаводу та благодійної лікарні, котра знаходилася неподалік від колишньої станції Івахни на Бевзах. Будинків було 699 (селянських — 476, єврейських — 223), жителів всього 3633 (3 тис. селян-українців, 633 — євреї), чоловіків 1865, жінок — 1798. Біля заводу знаходилося 11 будинків, в них жителів — 96. Зафіксовано і т. з. церковний хутір на 3 двори. Існувало дві школи: церковна (Старосілля) та однокласне училище на Тягуні. Законоучителем та священиком тоді був Самуїл Левіцький.
Під час революції 1905—1907 рр. 1907 року в Цибулеві розгорнулися події, які привернули до себе увагу царських властей. У травні застрайкували робітники-поденники, які працювали на бурякових плантаціях. Вони зажадали підвищення заробітної плати. До них приєдналися селяни сусідніх сіл. Виступ страйкуючих набрав такого характеру, що поліції було не сила справитися з ними. Лише за допомогою викликаного військового загону поміщикові вдалося розправитися з селянами. Частина страйкарів була покарана на місці, а решта відправлена до липовецької в'язниці. 2—3 жовтня відбувся на цукровому заводі страйк робітників, в якому взяло участь 400 чоловік. Вони вимагали підвищити заробітну плату. Робітники добилися свого.[джерело?]
Цукрозавод став власністю заможних єврейських родин, що тримали контрольні пакети паїв, Грінбергів та Гальперіних. В 1909 році старе приміщення заводу у ніч з 12 на 13 січня згоріло. Ще й тепер стверджують про те, що власники заводу заплатили великі гроші людині, котра вчинила цей підпал, і в ту ж ніч відправили її до Америки, щоб замести сліди злочину. Самі ж одержали 570 тисяч карбованців страховки і в тому ж році оновили будівлі і заводське устаткування. У 1915 р. будівництво продовжувалося, проте Перша світова війна, а потім і Українська революція не дали власникам можливості довести розпочату справу до кінця.
У жовтні 1917 року впаду у Петрограді захопили більшовики. Вони закликали до боротьби проти поміщиків і обіцяли передати селянам землю. Дізнавшись про це, жителі Цибулева вчинили злочинні дії - спочатку пограбували маєток Рогозинських, а потім спалили його, вигнали з економій управителів, повалили пам'ятник царю.
9 лютого 1918 року у волості встановив радянську владу загін червоногвардійців на чолі з членом Київського обкому партії більшовиків Ю. Куликом. Загін ліквідував владу старшини та старост, призначив ревком (революційний комітет). Почалося самозахоплення земель.
Однак радянську владу так і не встигли сформувати: у березні селище визволили німці. З ними прийшли невеликі загони вояків Центральної Ради. Була відновлена управа, німці зажадали повернути пограбоване поміщицьке майно. Хто не повертав — платив контрибуцію.
У грудні 1918 року німці залишили Цибулів, а їх місце зайняли війська Української Директорії — нової української влади. Проте, 22 березня 1919 року село окупував 7-й Сумський піхотний полк більшовиків. Його командир Іван Бочкін знову створив у селі ревком.
В кінці літа 1919 року у селище прийшли денікінці, котрі прагнули відновити царські порядки і пограбували селян. Проте у грудні 1919 — січні 1920 року радянську владу тут встановили остаточно.

## Відомі люди

### Народились
- Білоусов Віктор Федорович (5 червня 1952) — український політик;

- Бондар Алла Григорівна (12 травня 1921 — 6 жовтня 1981) — радянський вчений-хімік, доктор технічних наук, державний діяч;
- Дзигунський Михайло Якович (15 травня 1921 — † 7 травня 1944)[4] — Герой Радянського Союзу;
- Дорошенко Михайло (21 травня 1899 — 15 квітня 1986) — український мемуарист;
- Корнійчук Володимир Петрович (24 серпня 1947) — український письменник, журналіст, театральний критик;
- Луценко Зінаїда Валентинівна (16 січня 1974) — письменниця;
- Пахолюк Іван Арсентійович (29 вересня 1916 — † 14 липня 1967)[5] — Герой Радянського Союзу;
- Рябокінь Яків (6 вересня 1895 — † 12 травня 1937) — сотник морської піхоти Армії УНР.

### Поховані
- Кізім Петро Анатолійович (1991 — 2015) — солдат Збройних сил України, учасник російсько-української війни.
- Микульський Володимир (1969 — 2022) - солдат Збройних сил України, учасник російсько-української війни.

## Галерея

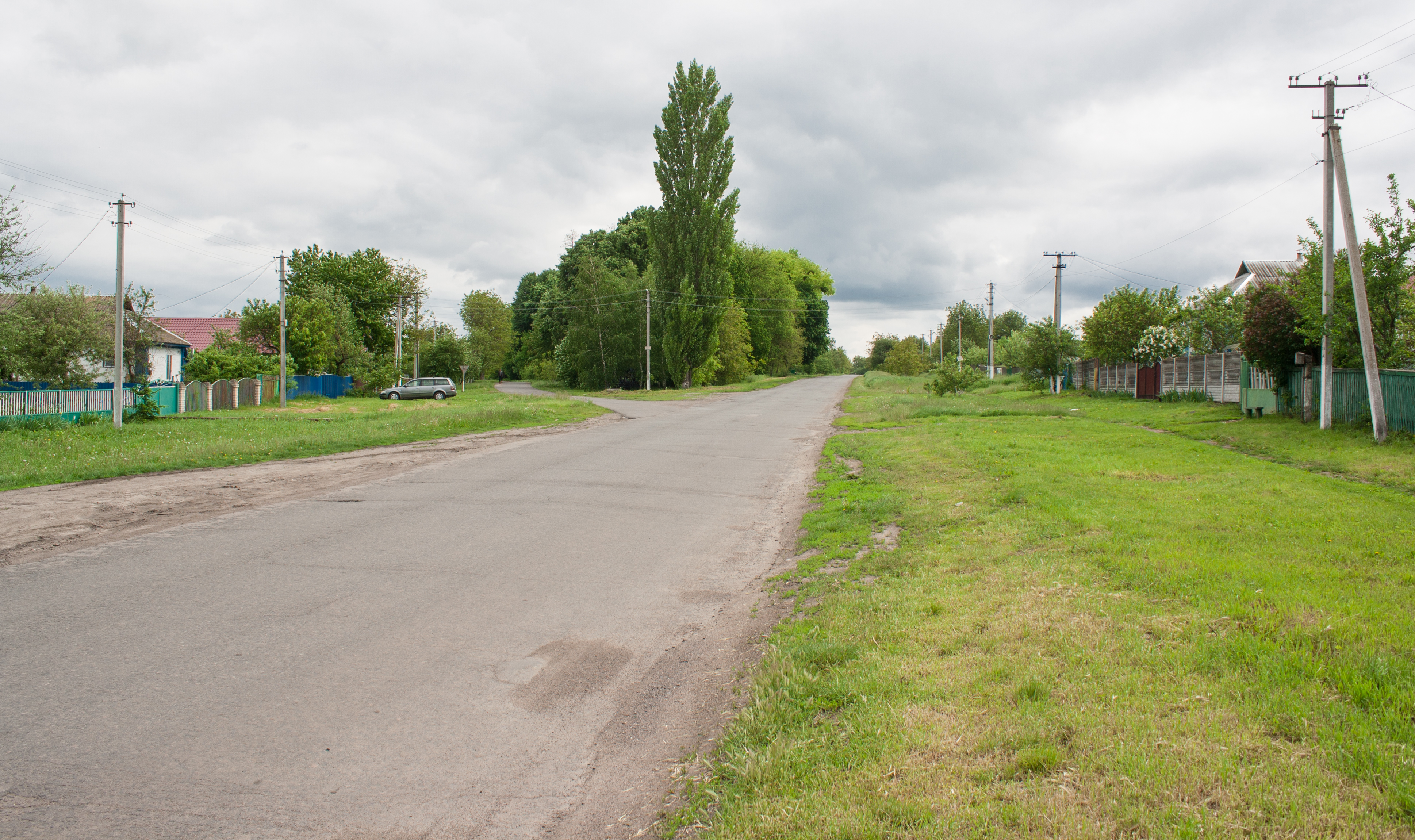
Вулиця Київська
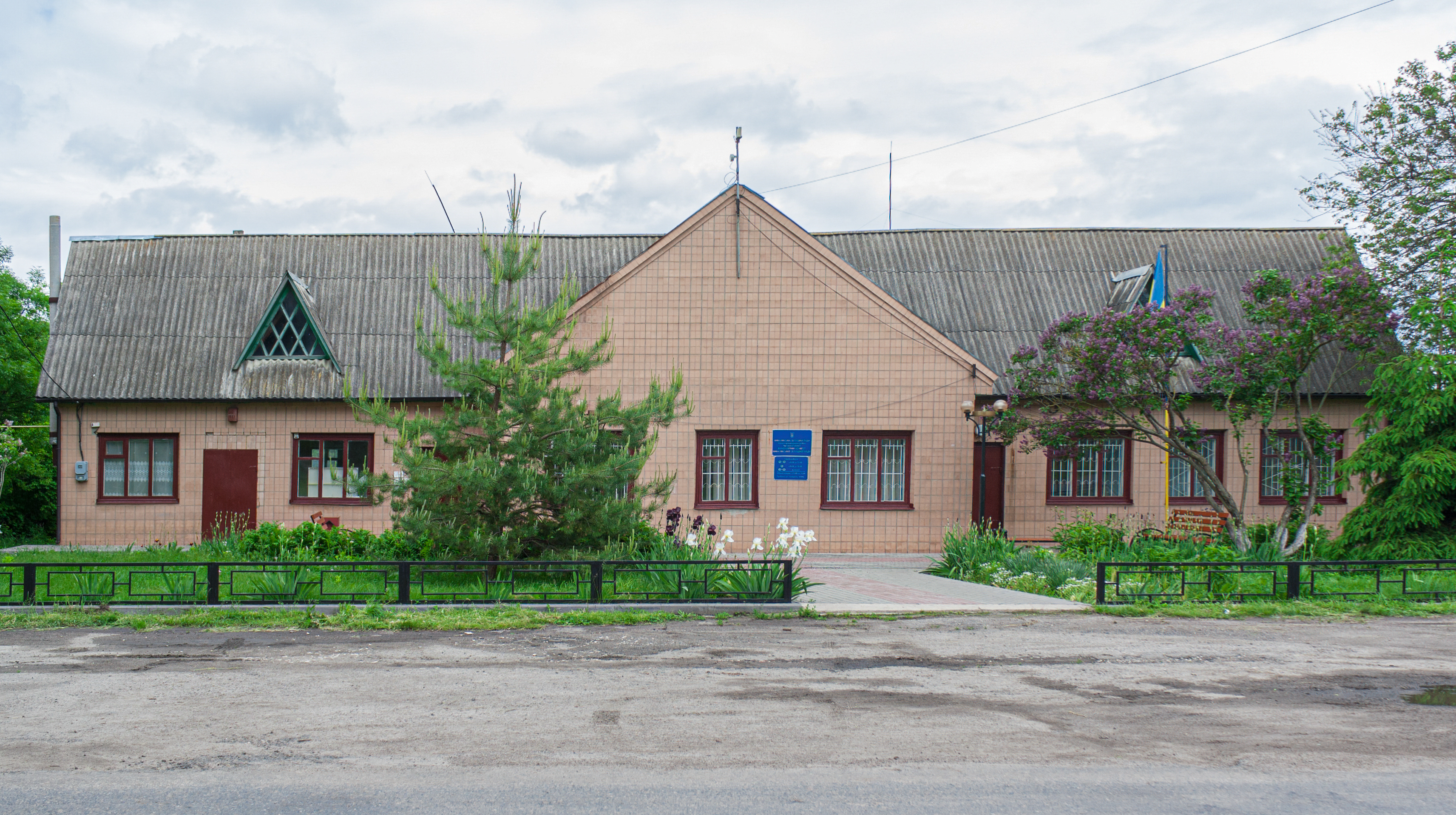
Селищна рада
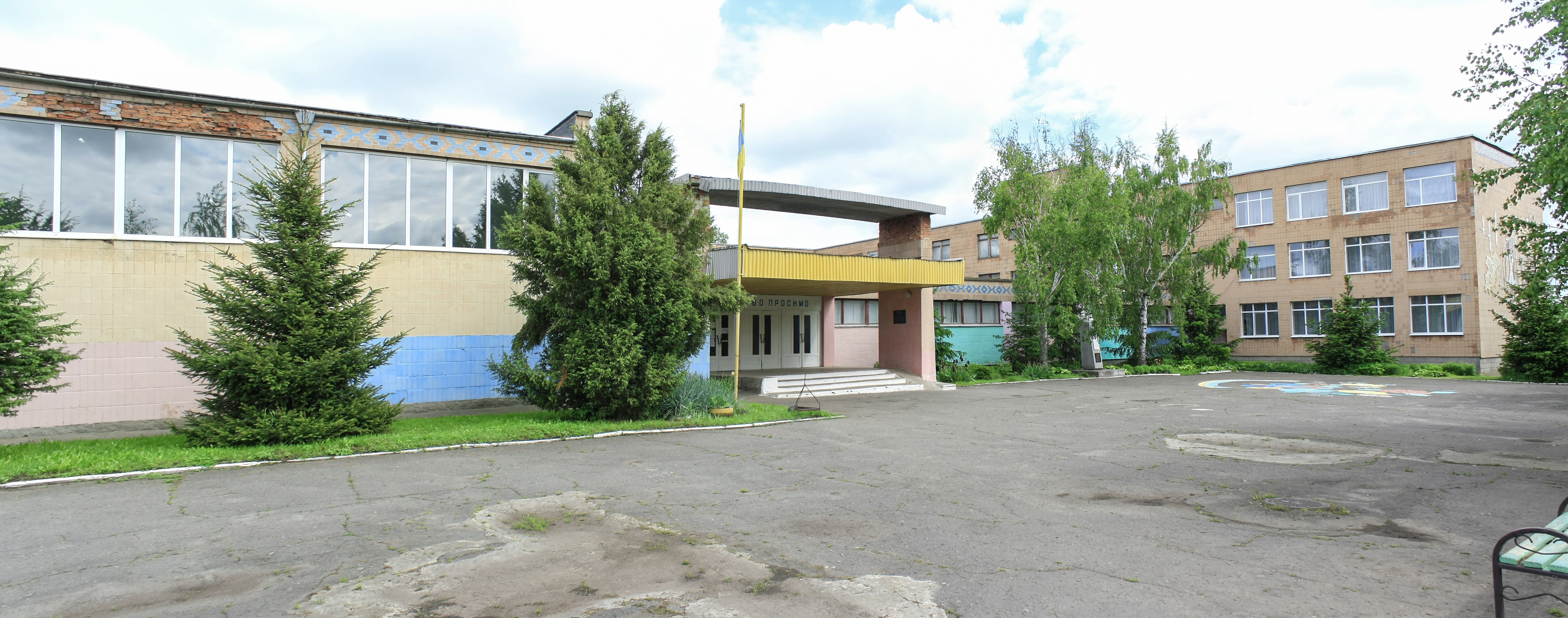
Школа
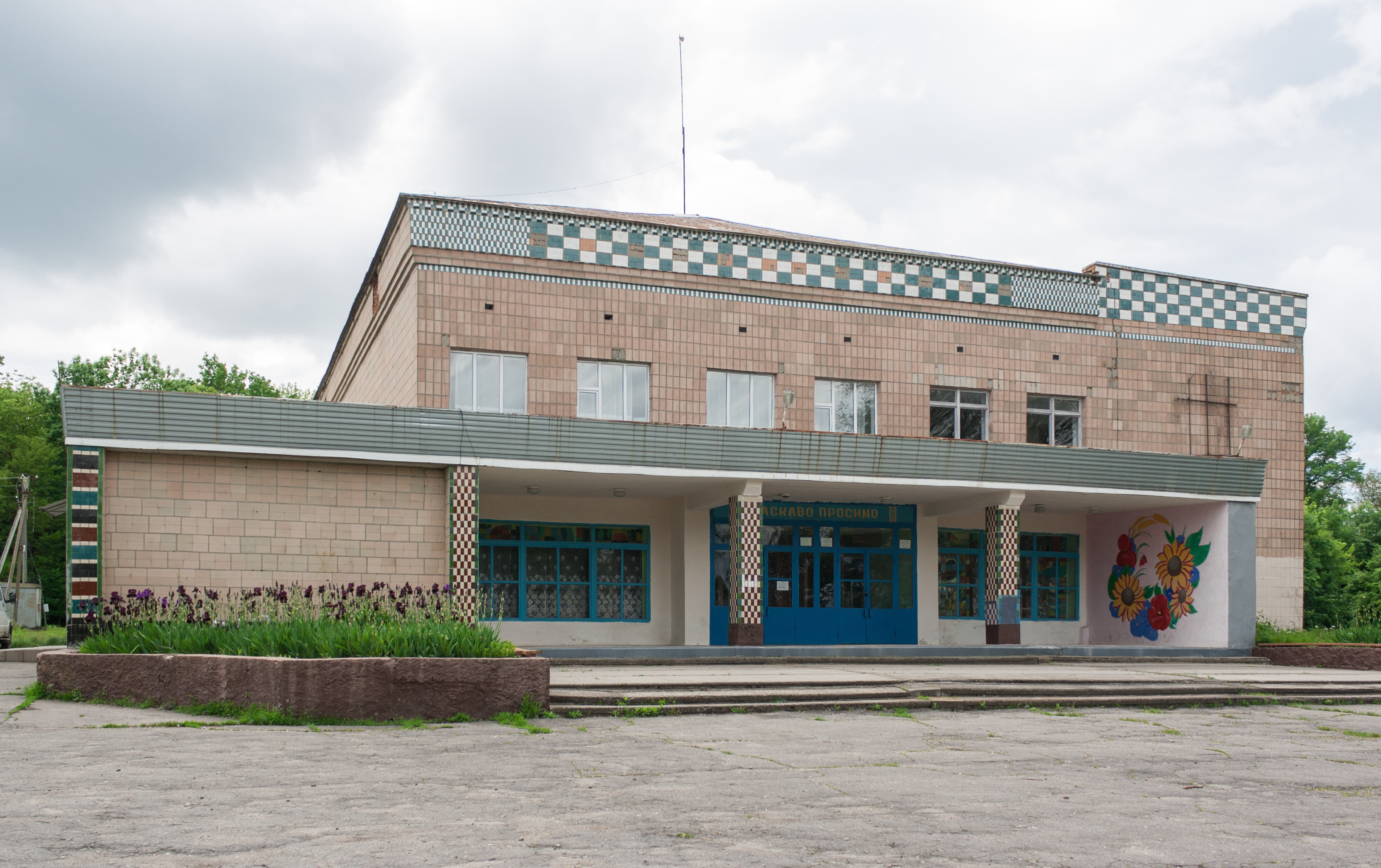
Будинок культури
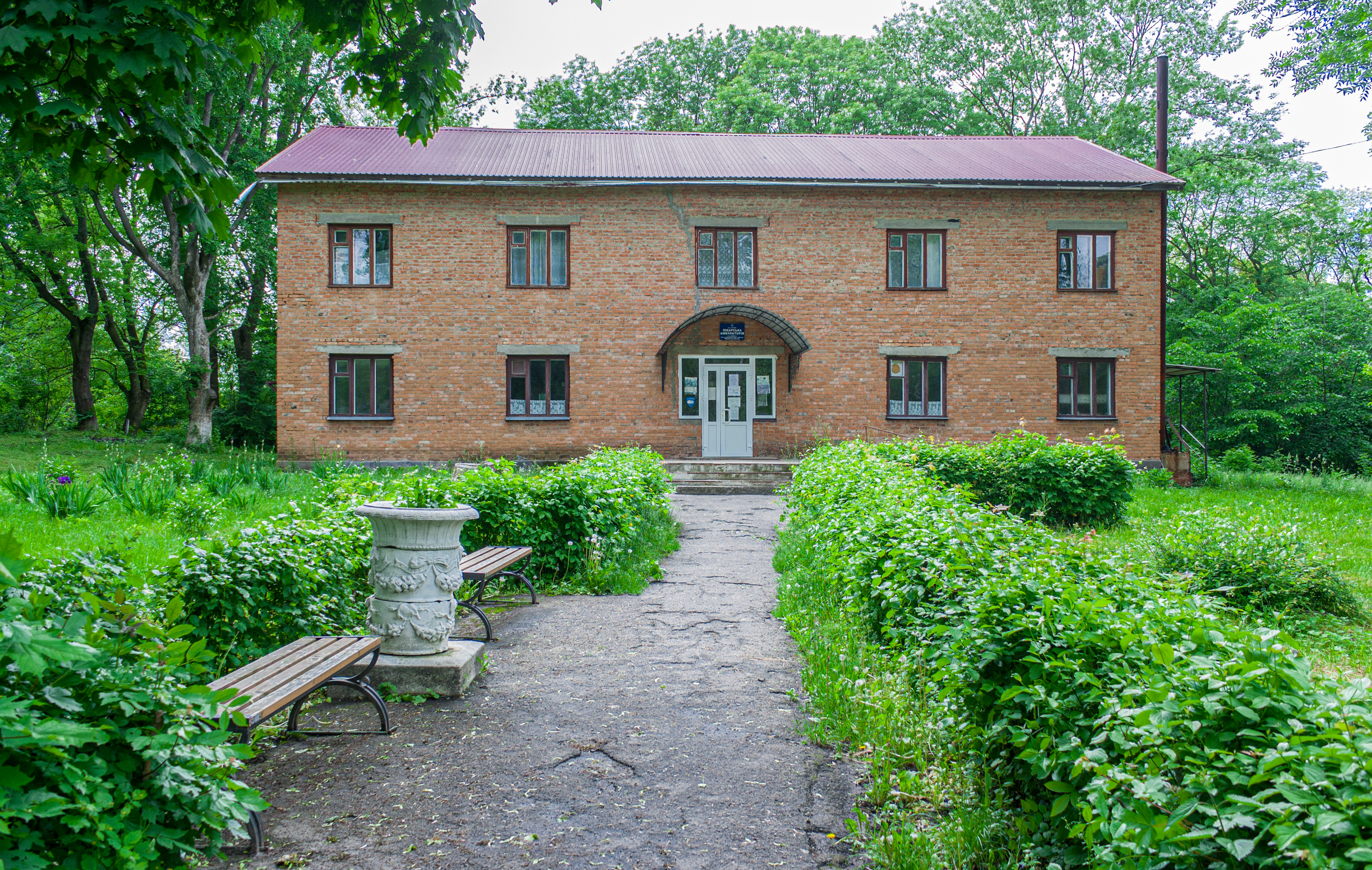
Амбулаторія
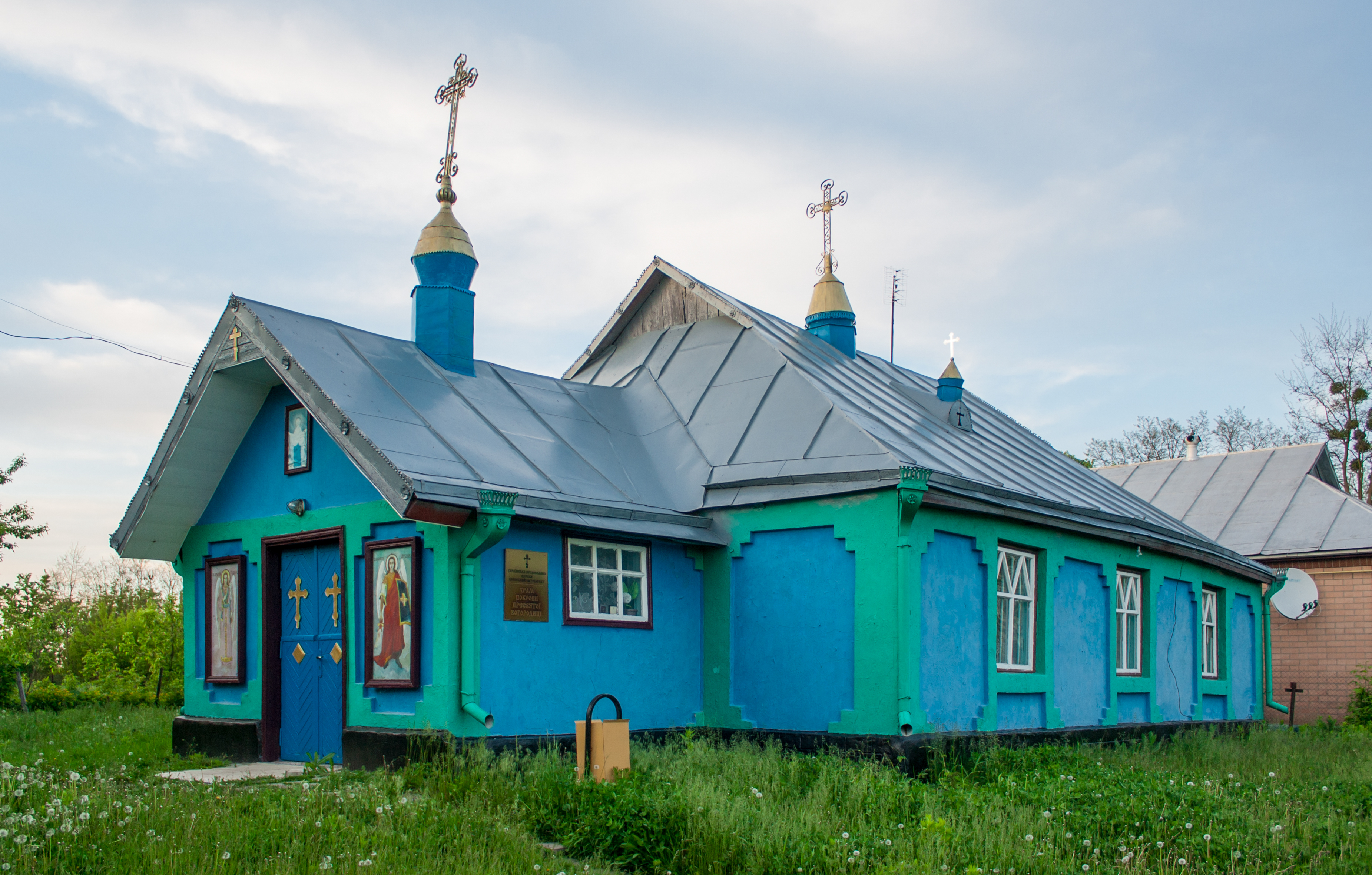
Церква Покрови Богородиці
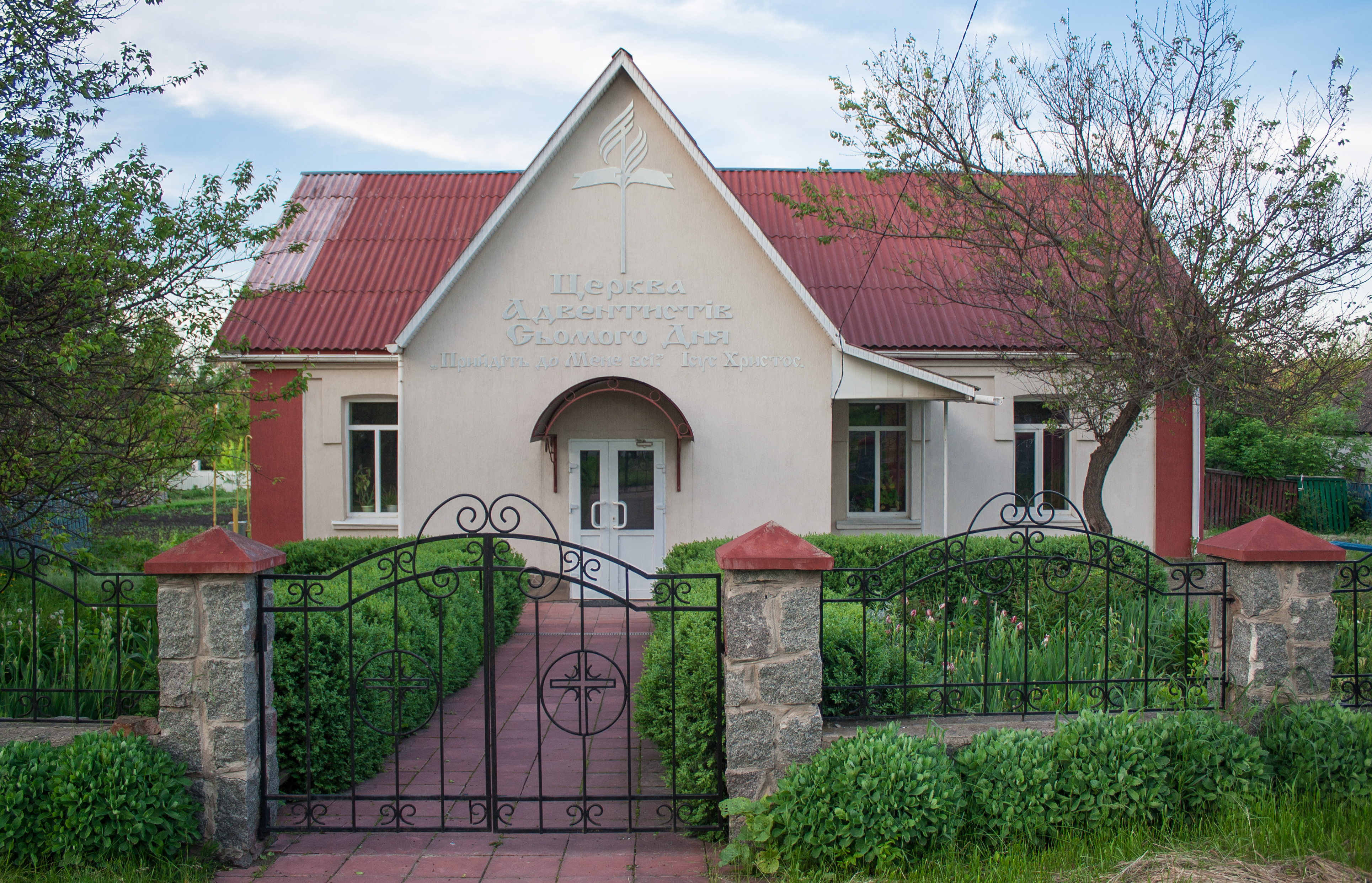
Церква АСД
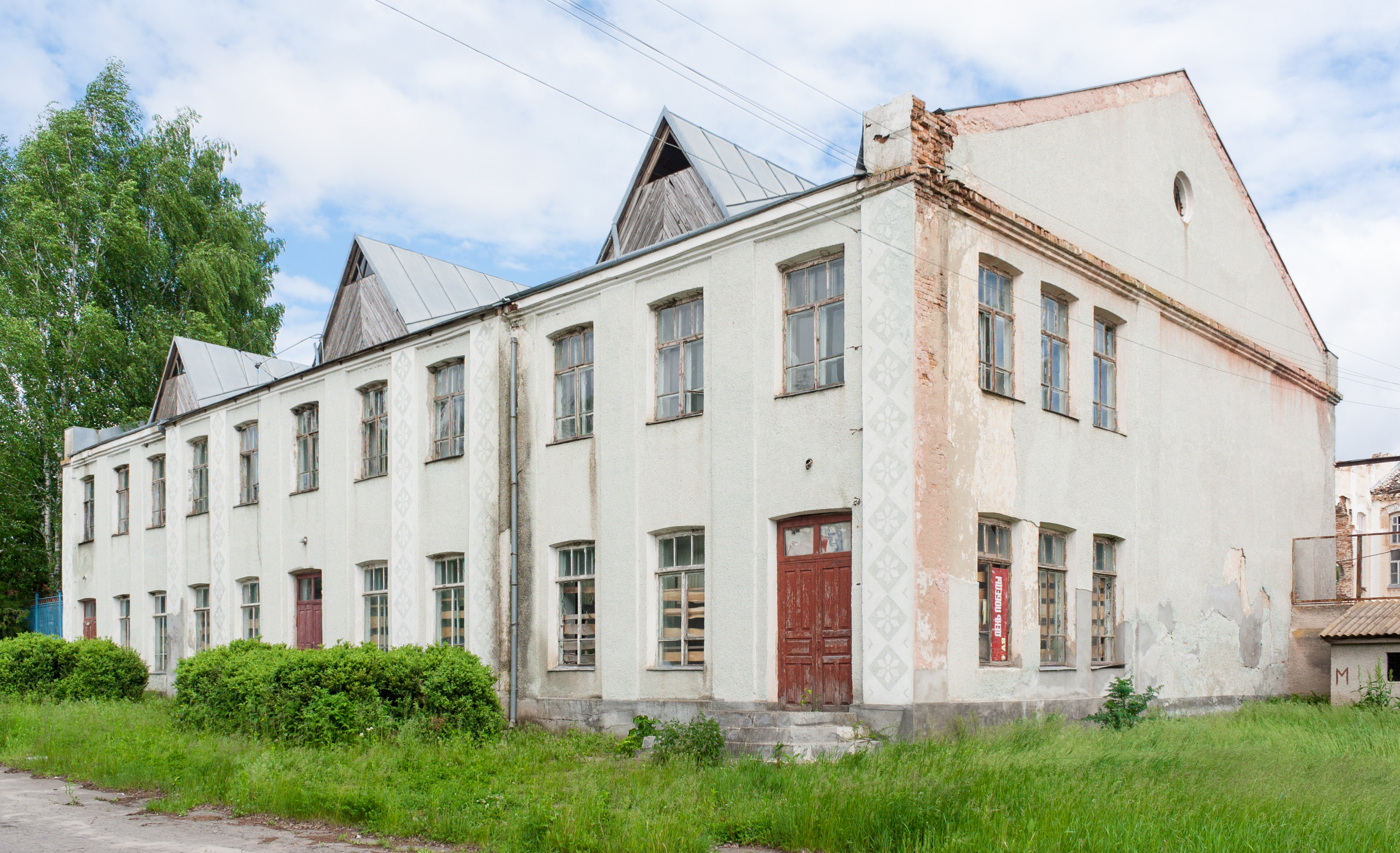
Колишній будинок культури цукрозаводу
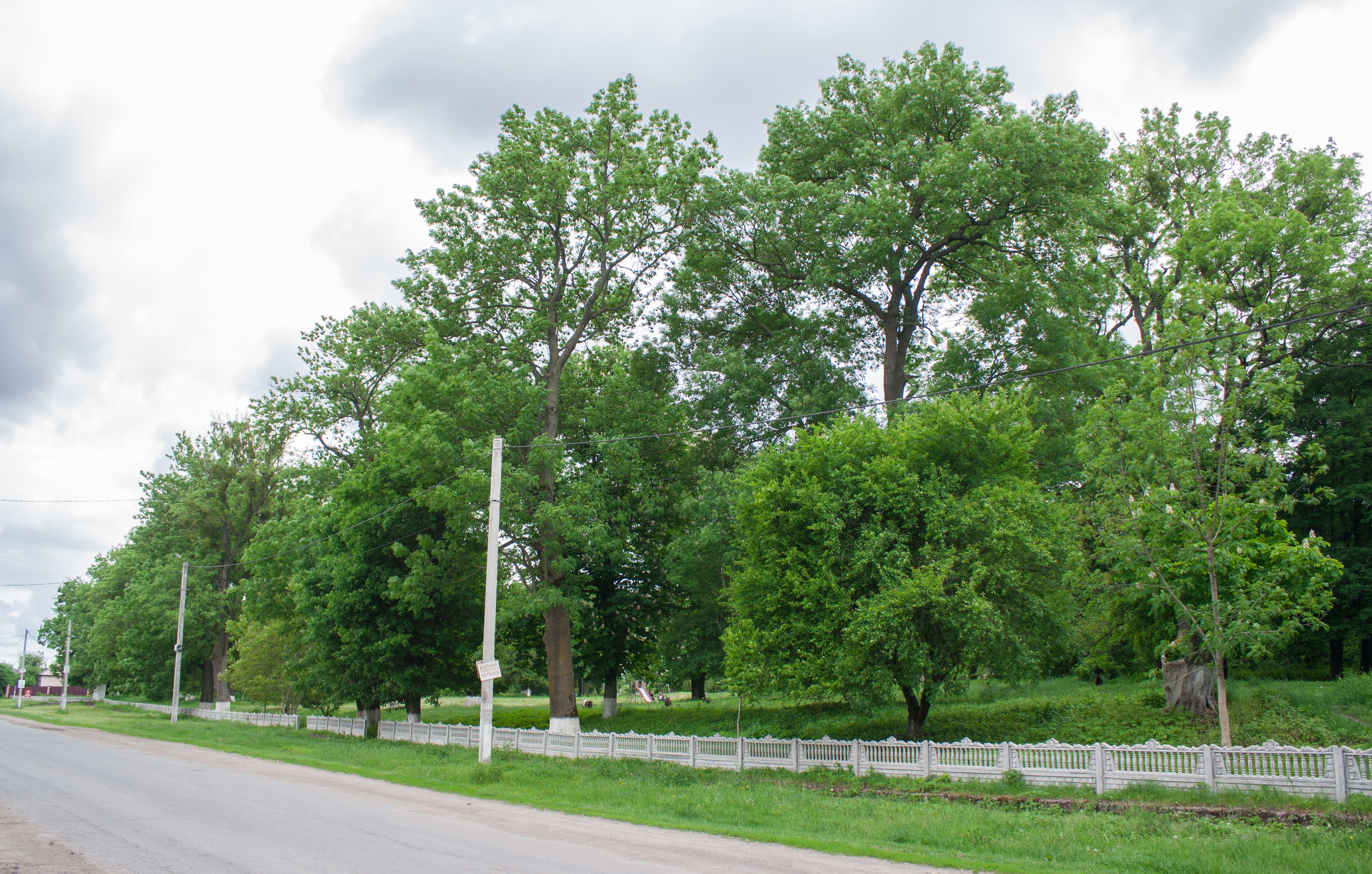
Парк
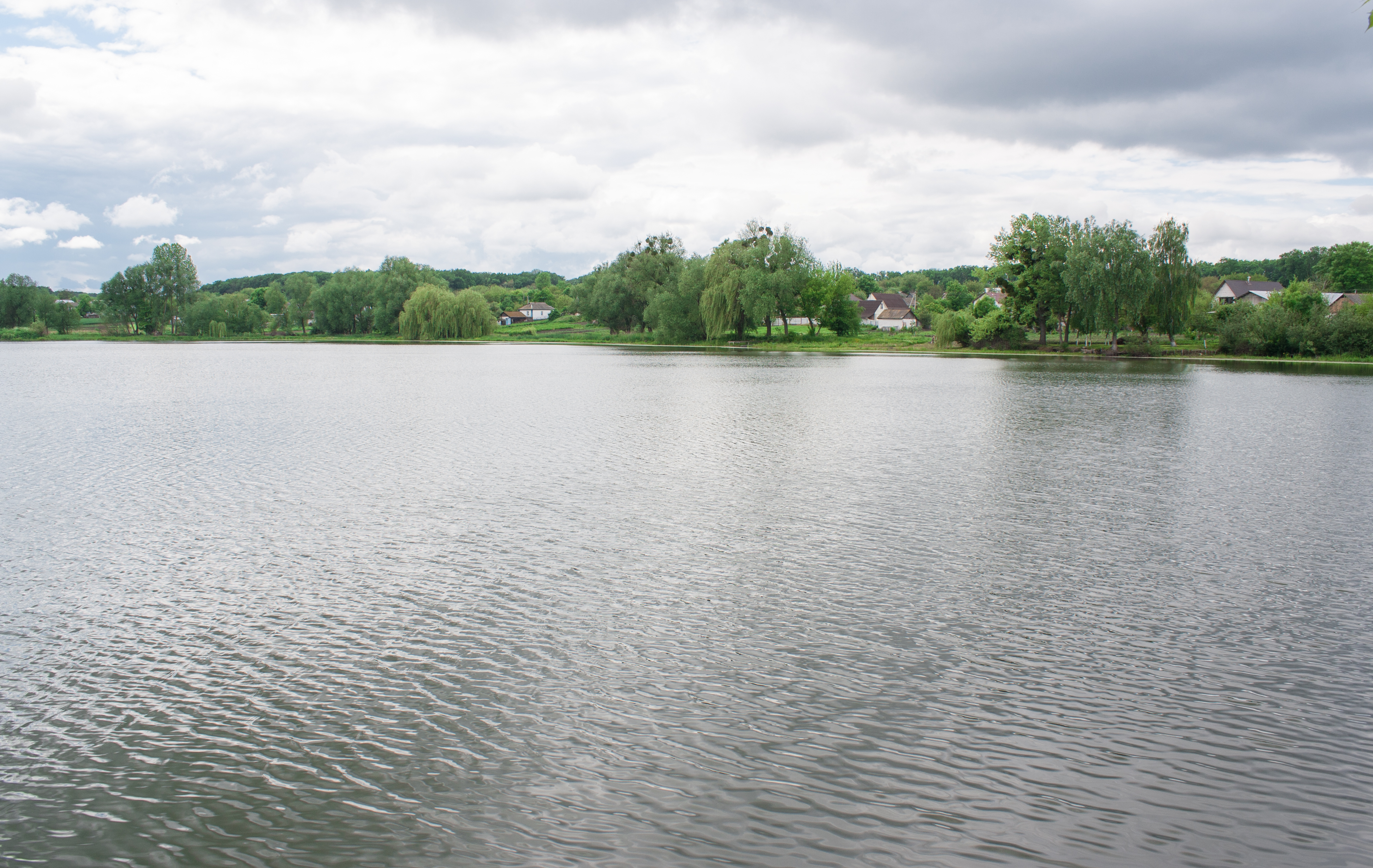
Ставок "Любительський"
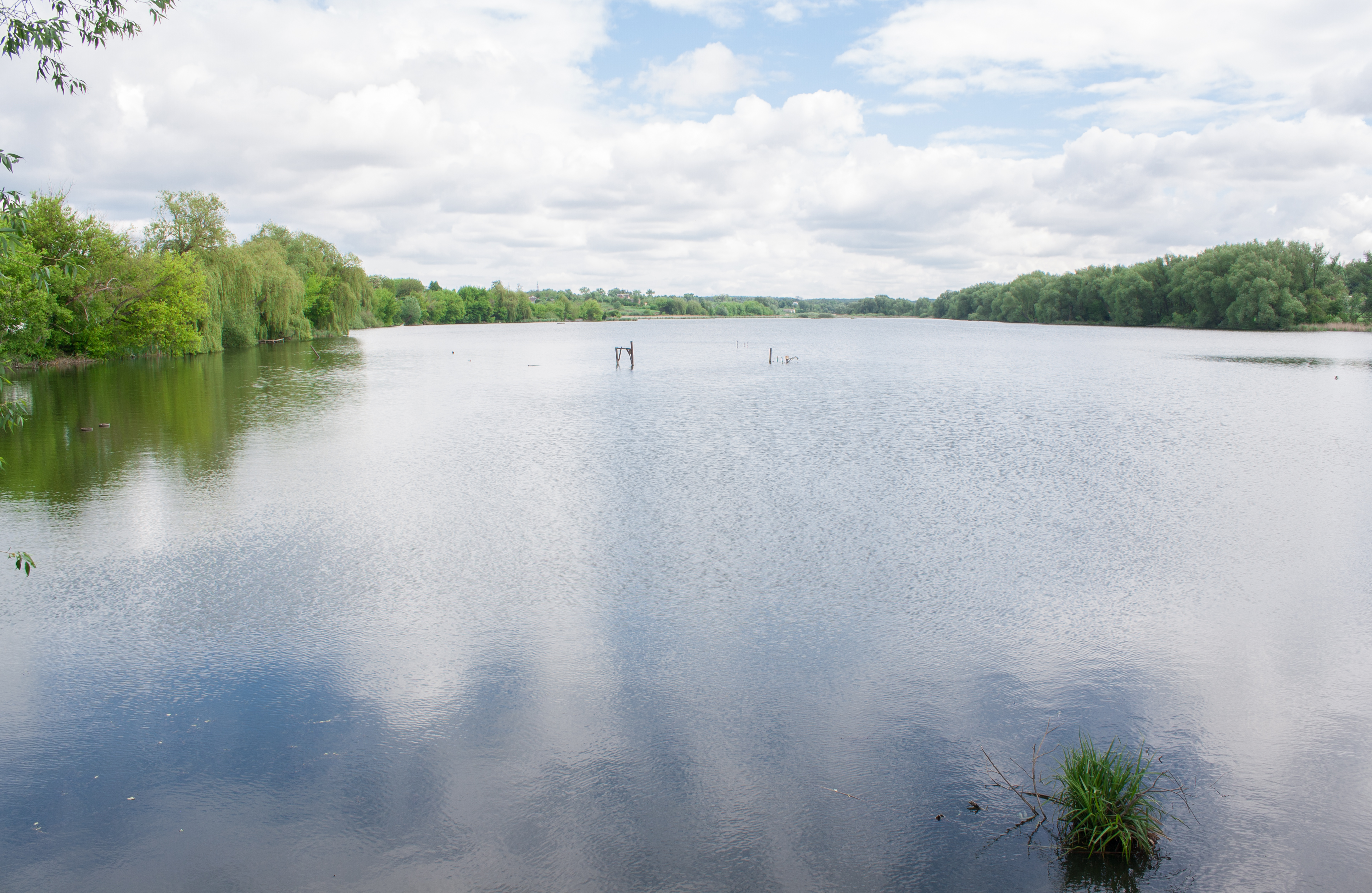
Заводський ставок
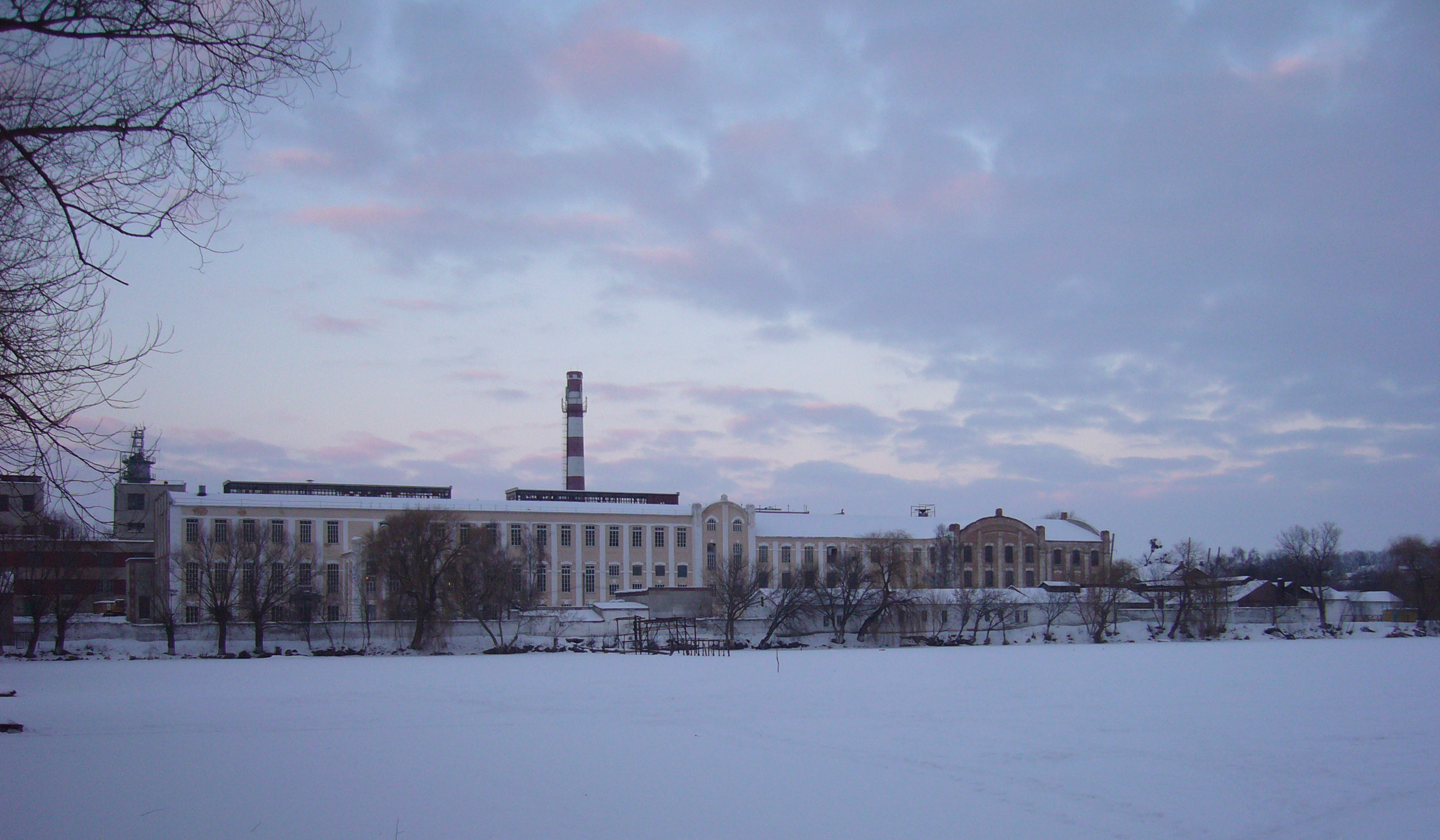
Цукровий завод (фото 2012 р.)
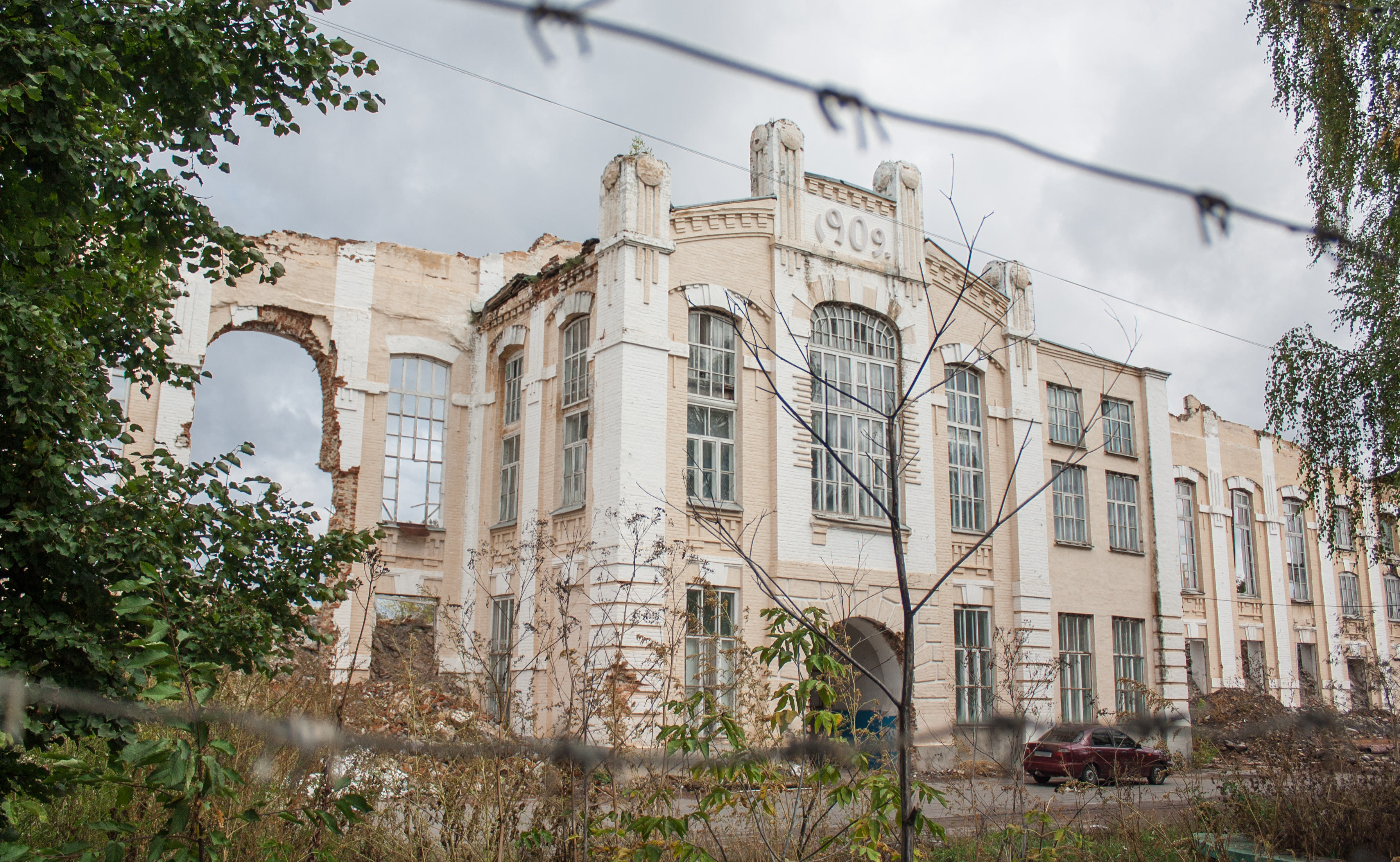
Цукровий завод (фото 2020 р.)
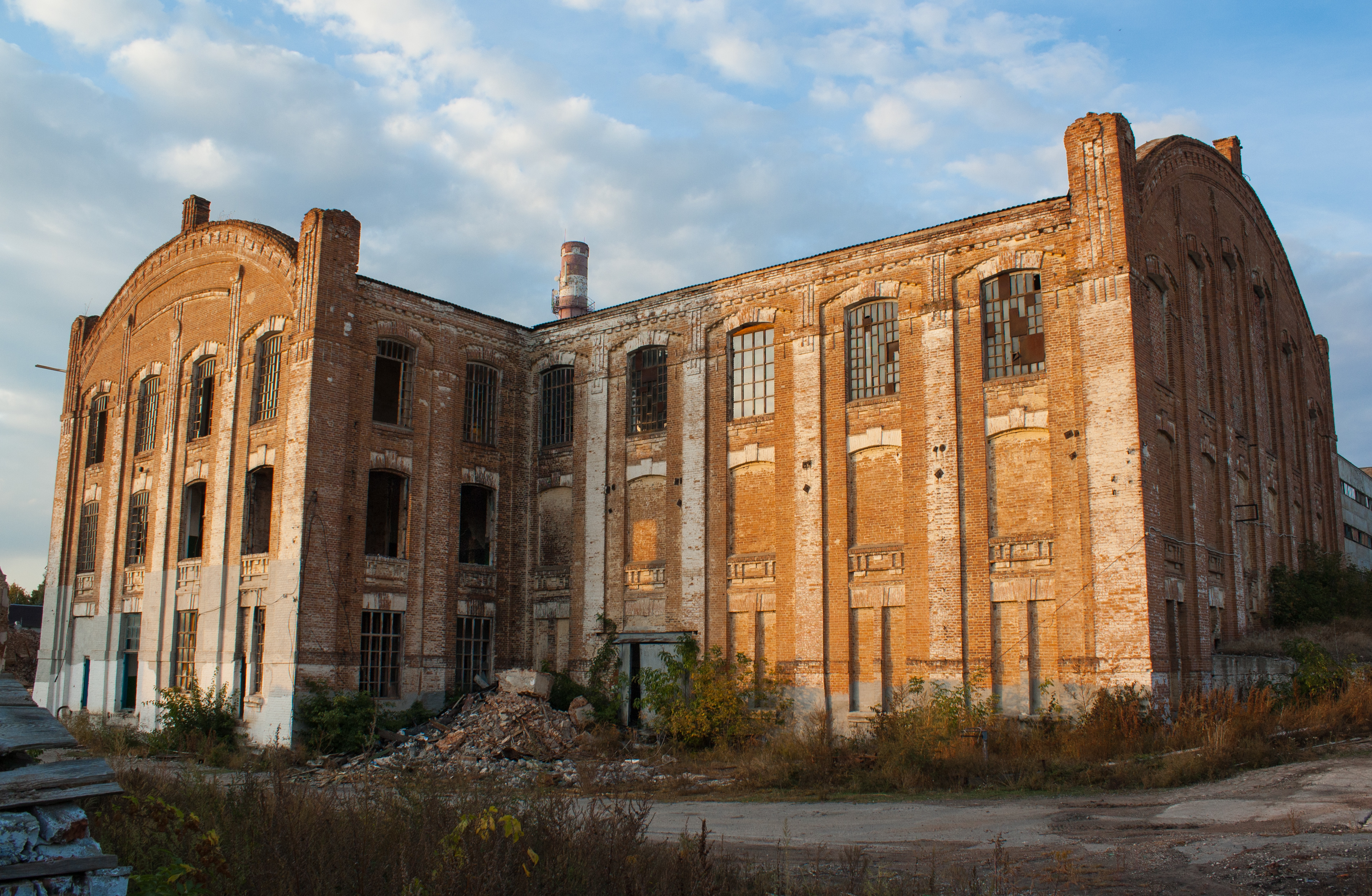
Корпус №2 цукрозаводу
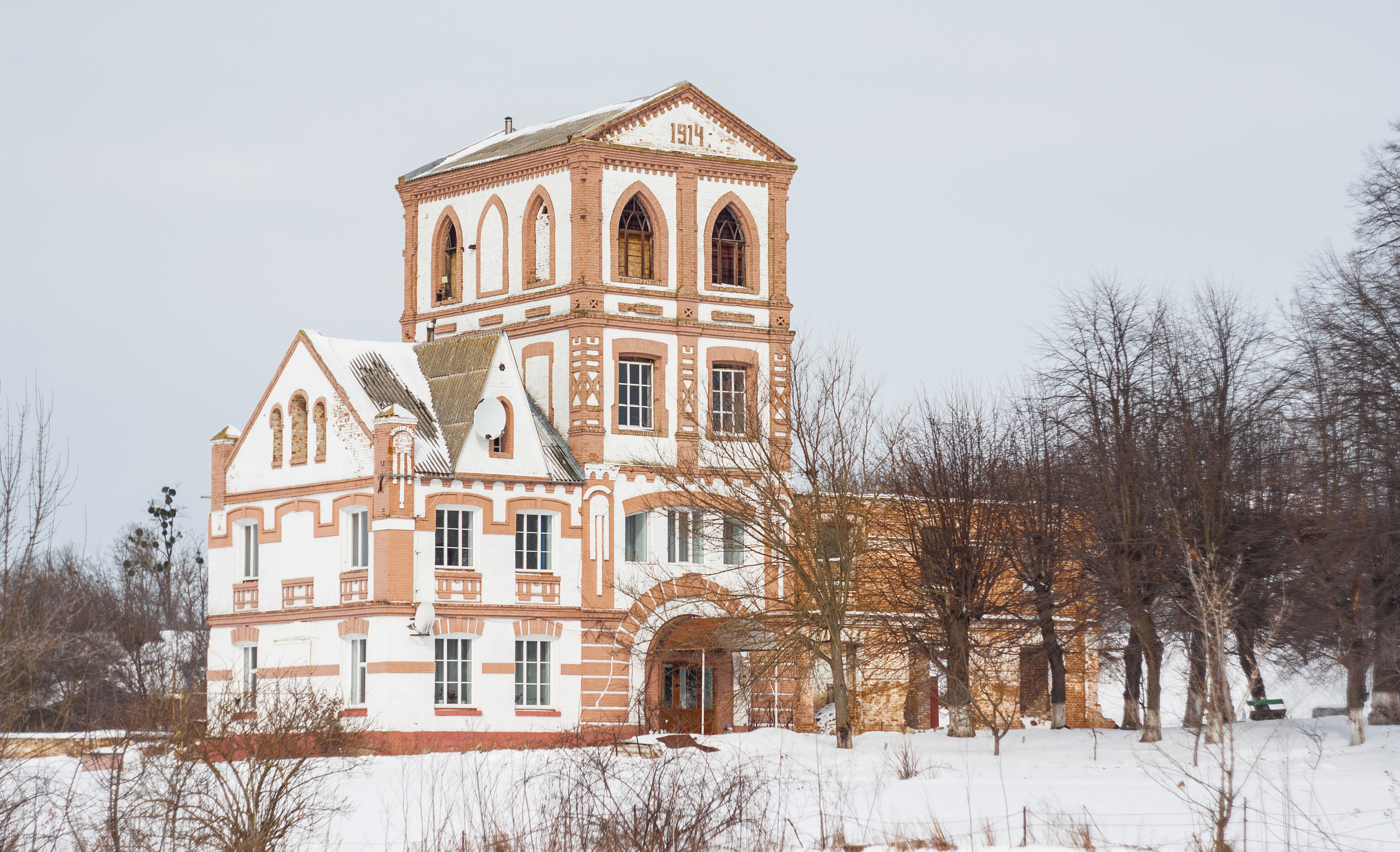
Міністерська школа (1914 р.)
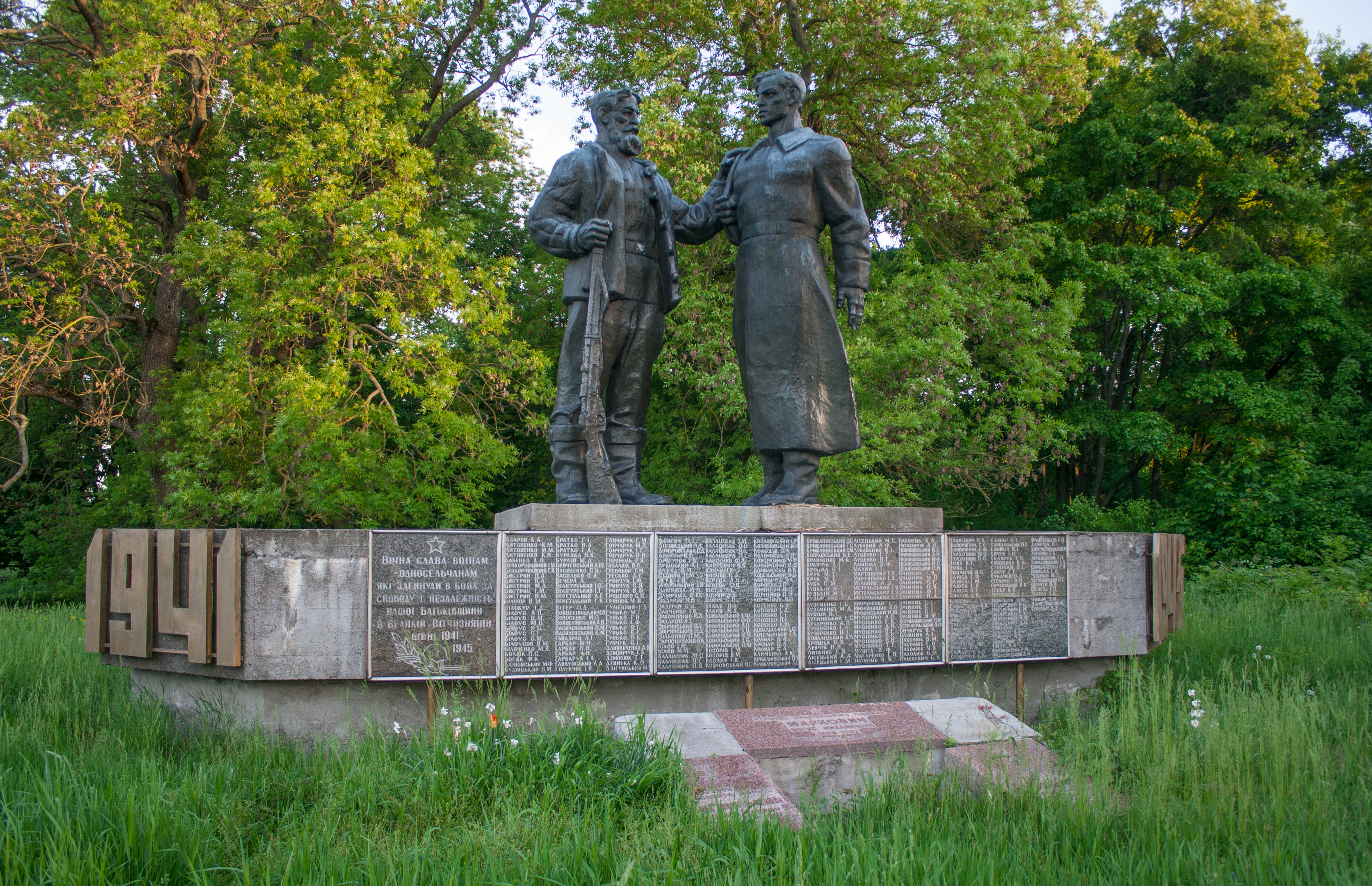
Пам'ятник воїнам-односельцям
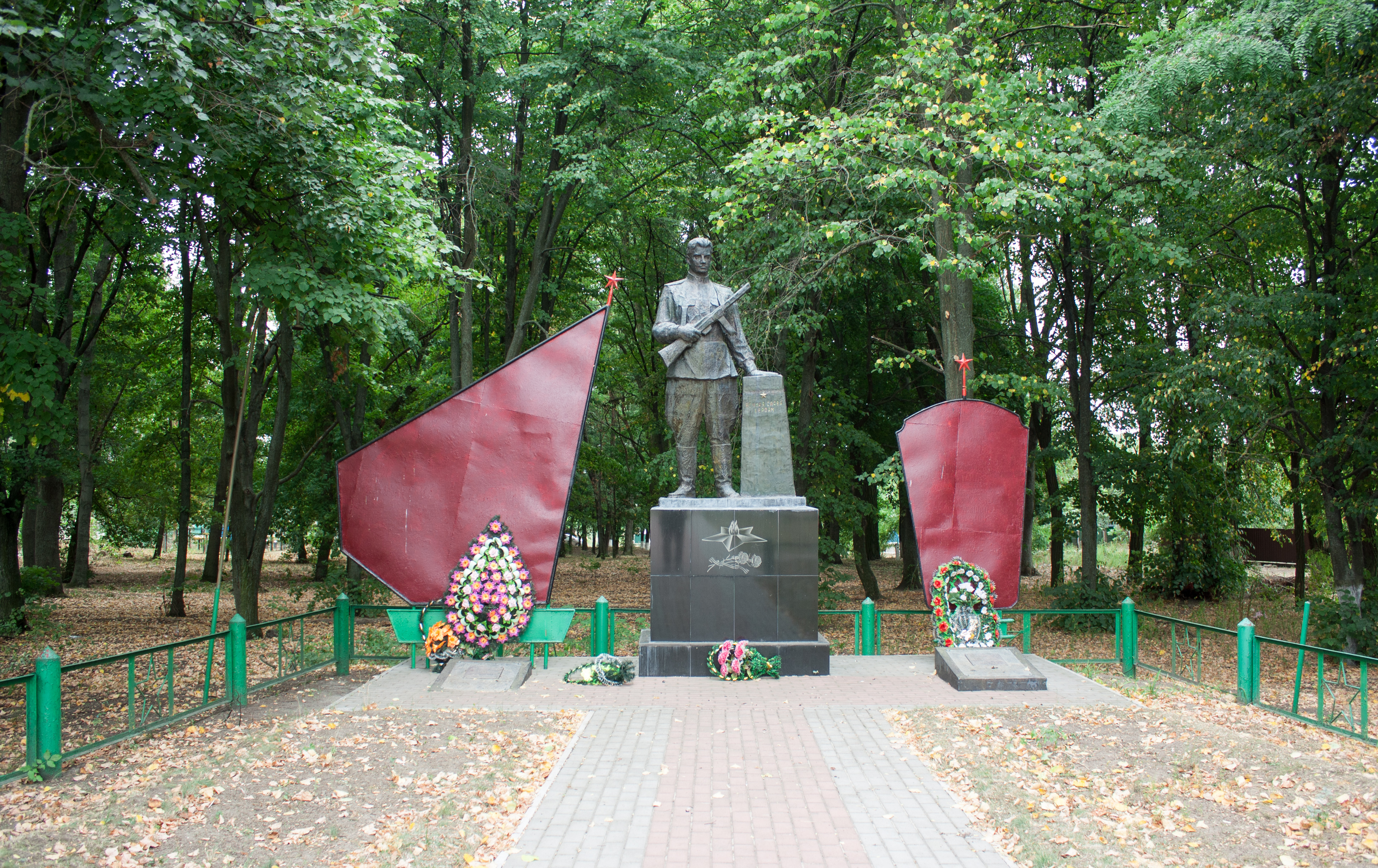
Братська могила радянських воїнів
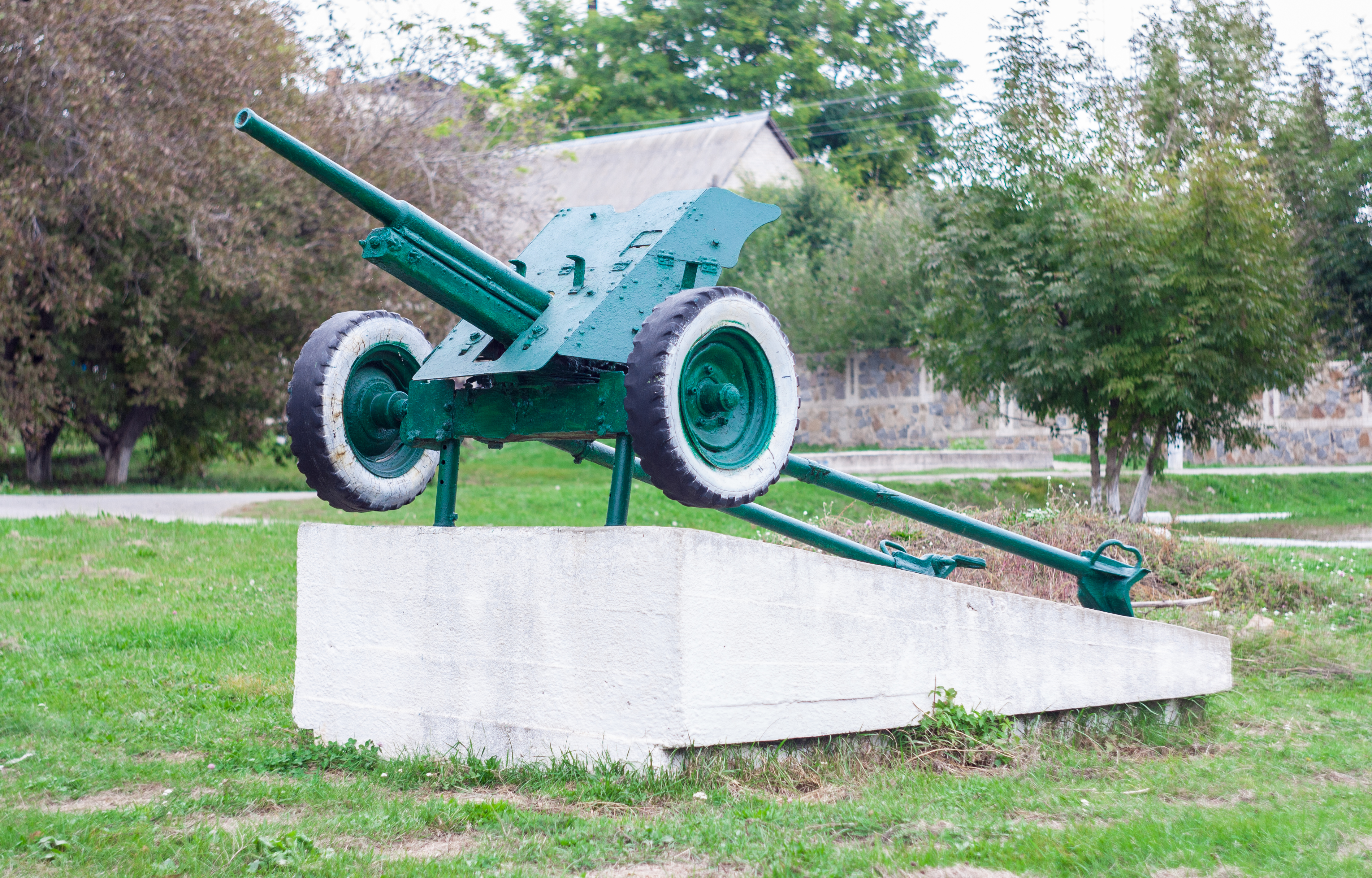
Пам'ятний знак "Гармата 45 мм"
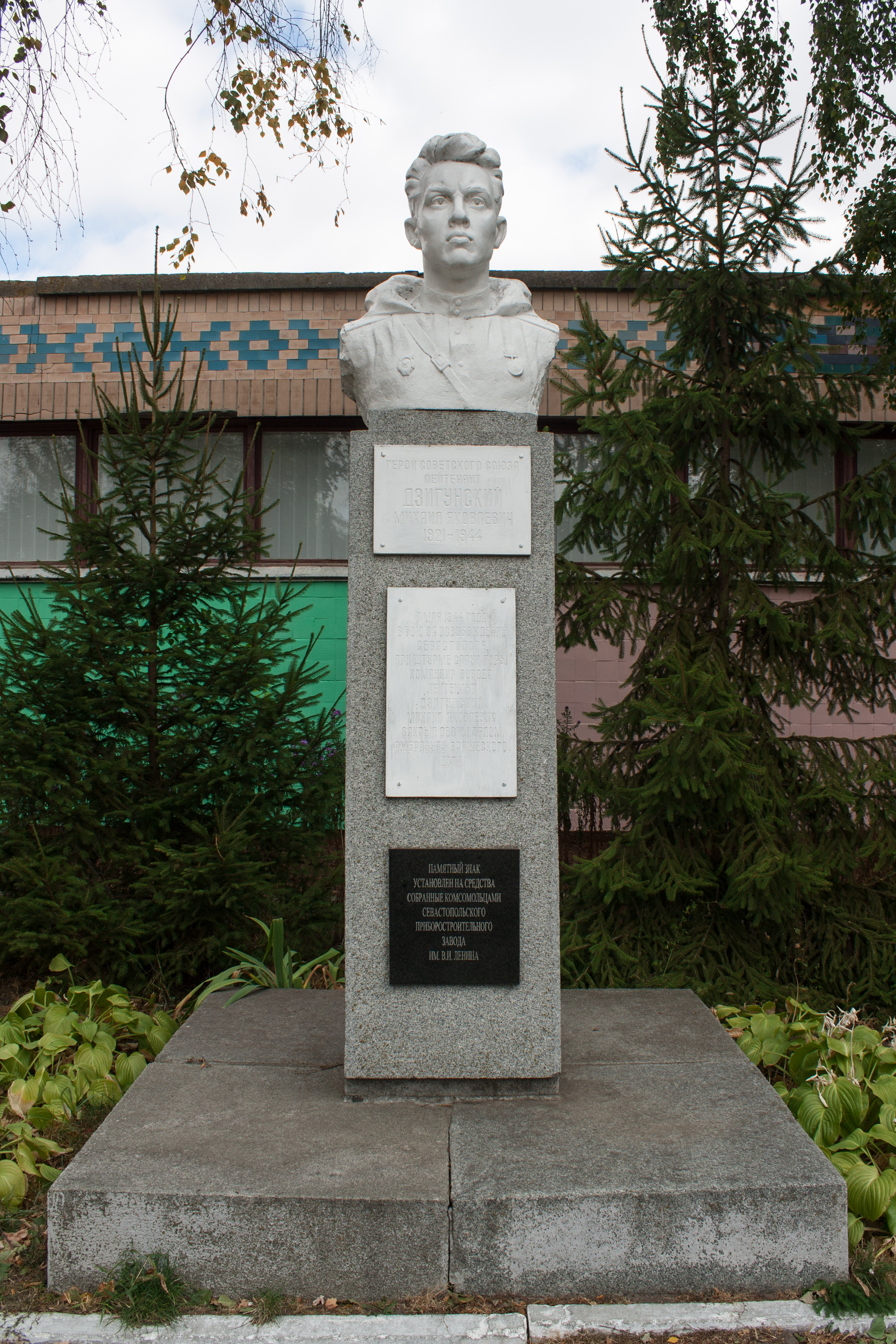
Пам'ятник Герою Рад. Союзу М.Я. Дзигунському
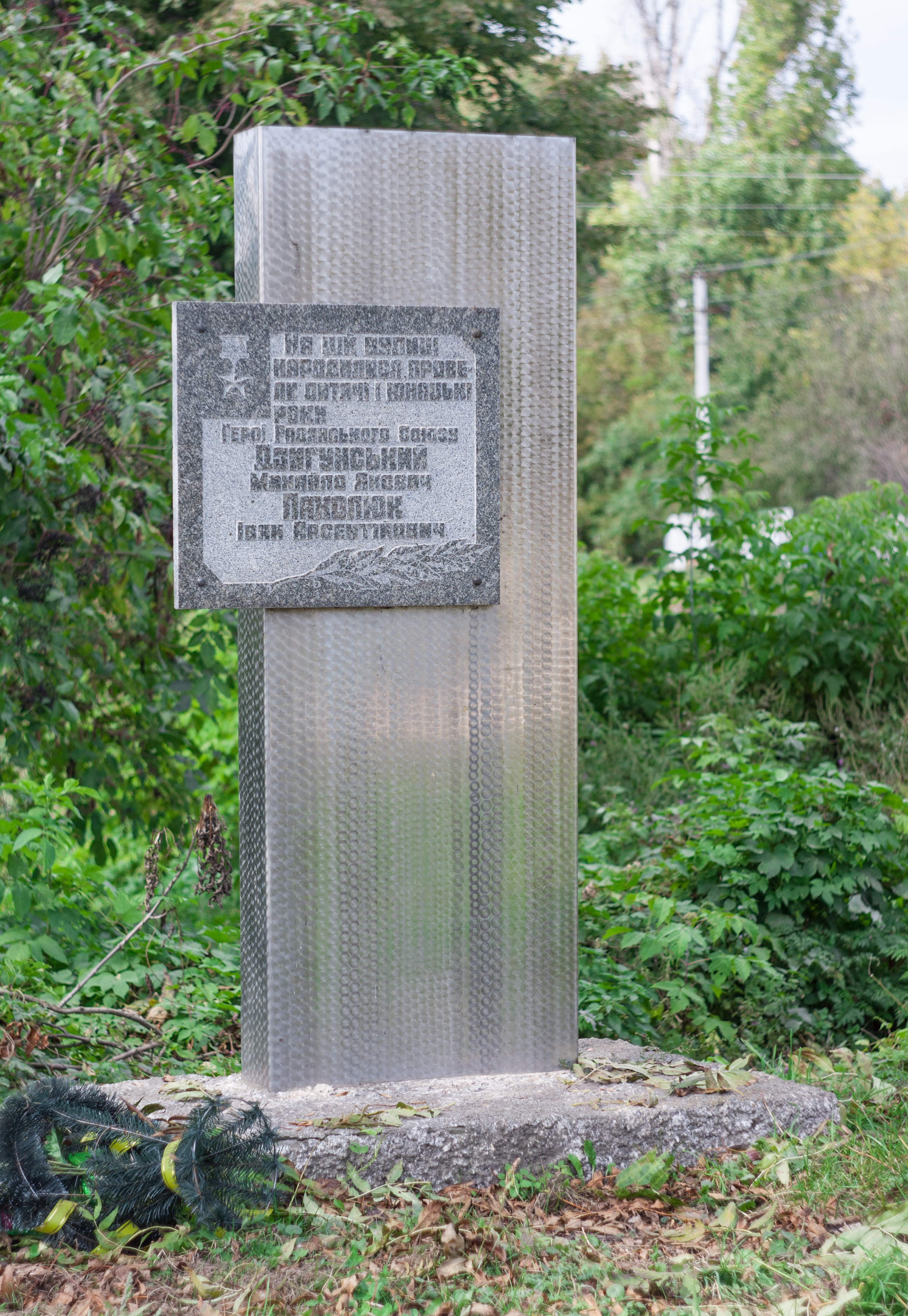
Пам'ятний знак на вулиці, де народились Дзигунський і Пахолюк